# Верховское (Нижегородская область)
Верховское — село в городском округе город Шахунья Нижегородской области. Население 395 (2010) человек

## Общая физико-географическая характеристика
Географическое положение
По автомобильным дорогам расстояние до областного центра города Нижнего Новгорода составляет 300 км, до административного центра города Шахунья — 39 км.
Часовой пояс
Верховское, как и вся Нижегородская область, находится в часовой зоне МСК (московское время). Смещение применяемого времени относительно UTC составляет +3:00.

## История
До 1 ноября 2011 года входило в состав ныне упразднённого Хмелевицкого сельсовета.

## Население
| 1999 | 2002 | 2010 |
| ---- | ---- | ---- |
| 477  | ↘468 | ↘395 |

Национальный состав
Согласно результатам переписи 2002 года, в национальной структуре населения русские составляли 99% из 468 человек.